# Freycinetia apoensis
Freycinetia apoensis är en enhjärtbladig växtart som beskrevs av Ugolino Martelli. Freycinetia apoensis ingår i släktet Freycinetia och familjen Pandanaceae. Inga underarter finns listade.